# Матвеев, Владимир Иванович (1924)
Владимир Иванович Матвеев (1 сентября 1924 – 29 сентября 1943) — красноармеец Рабоче-крестьянской Красной Армии, участник Великой Отечественной войны, Герой Советского Союза (1944).

## Биография
Владимир Матвеев родился в 1924 году на территории современного Щёлковского района Московской области. После окончания семи классов школы работал слесарем. В январе 1943 года Матвеев был призван на службу в Рабоче-крестьянскую Красную Армию. С того же времени — на фронтах Великой Отечественной войны. Участвовал в Курской битве.
К сентябрю 1943 года красноармеец Владимир Матвеев был пулемётчиком 1-го стрелкового батальона 737-го стрелкового полка 206-й стрелковой дивизии 21-го стрелкового корпуса 47-й армии Воронежского фронта. Отличился во время битвы за Днепр. 27 сентября 1943 года Матвеев в составе штурмовой группы переправился через Днепр в районе села Пекари Каневского района Черкасской области Украинской ССР и принял активное участие в боях за захват и удержание плацдарма. В том бою он лично уничтожил более 50 солдат и офицеров противника. 29 сентября 1943 года Матвеев погиб во время отражения немецкой контратаки. Похоронен в братской могиле в Пекарях.
Указом Президиума Верховного Совета СССР от 3 июня 1944 года за «образцовое выполнение боевых заданий командования на фронте борьбы с немецкими захватчиками и проявленные при этом отвагу и геройство» красноармеец Владимир Матвеев посмертно был удостоен высокого звания Героя Советского Союза. Также посмертно был награждён орденом Ленина.